# GSC3662-2500
GSC3662-2500 є хімічно пекулярною зорею
спектрального класу
B8 й має видиму зоряну величину в
смузі V приблизно  9.9.
.